# Theodore Roberts

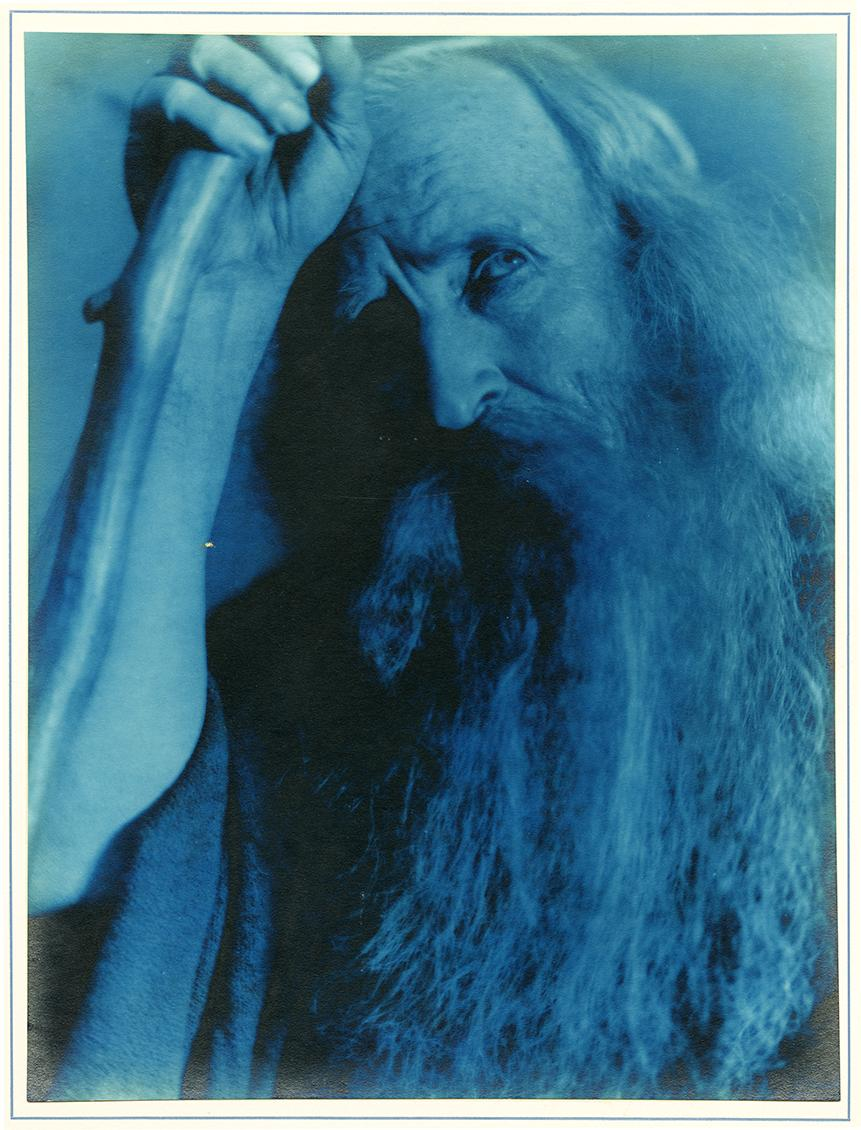
Theodore Roberts als Mose in Die zehn Gebote (1923)

Theodore Roberts (* 8. Oktober 1861 in San Francisco, Kalifornien, USA; † 14. Dezember 1928 in Hollywood, Kalifornien, USA) war ein US-amerikanischer Film- und Theaterschauspieler.

## Leben
Der Sohn eines Kapitäns der United States Navy genoss eine entsprechende militärische Ausbildung an der California Military Academy in Oakland, beschloss jedoch mit 17 Jahren, es als Schauspieler am Theater zu versuchen. Nach einem Jahrzehnt, das Roberts auf kleineren Bühnen sowie am Vaudeville verbrachte, feierte er im Mai 1899 mit dem Stück We’Uns of Tennessee sein Debüt am Broadway.
Zu Beginn des 20. Jahrhunderts war Roberts ein gefragter Schauspieler am Broadway, zu dessen bekanntesten Stücken Onkel Toms Hütte (von April bis Juni 1901 aufgeführt) und Viel Lärm um nichts, das allerdings nur für wenige Tage im März 1904 zu sehen war, gehörten. Zu einem der am längsten aufgeführten Stücke, in dem Roberts zu sehen war, zählte das von November 1912 bis Februar 1913 präsentierte Hamlet.
Roberts’ Filmkarriere ist Cecil B. DeMille zu verdanken, als ihn dieser 1914 für sein Filmdrama The Call of the North verpflichtete. Obwohl er danach nur 14 Jahre vor der Kamera zu sehen war, wirkte Roberts in mehr als 100 Stummfilmen mit. Der heute bekannteste darunter ist das 1923 produzierte Bibelepos Die Zehn Gebote, in dem Roberts den biblischen Propheten Moses verkörperte. Diese und andere Rollen, aber auch sein markantes Äußeres trugen dazu bei, dass Roberts den liebevollen Spitznamen „The Grand Duke of Hollywood“ (dt.: „Der große Herzog von Hollywood“) erhielt.
Roberts war einer der wohlhabendsten Schauspieler seiner Zeit. Sein Vermögen wurde auf 20.000 Dollar geschätzt; daneben besaß er eine Yacht im Wert von weiteren 10.000 Dollar. Er war von 1905 bis zu ihrem Tod im August 1925 mit der Schauspielerin Florence Smythe verheiratet. Das Paar hatte keine Kinder.
Den Tod seiner Frau konnte Roberts nie verwinden, so dass er sich vermehrt ins Privatleben zurückzog. Er starb drei Jahre später im Alter von 67 Jahren an einer Urämie. Wie beliebt Roberts zu seiner Zeit war, beweist der Umstand, dass zu seinem Begräbnis, in Los Angeles, rund 2000 Personen anwesend waren.
Heute erinnert ein Stern am Hollywood Walk of Fame an Theodore Roberts.

## Filmografie (Auswahl)
- 1916: Joan the Woman
- 1919: Don’t Change Your Husband
- 1919: Zustände wie im Paradies (Male and Female)
- 1921: Forbidden Fruit
- 1921: Anatol, der Frauenretter (The Affairs of Anatol)
- 1923: Die Zehn Gebote (The Ten Commandments)
- 1925: Heiraten ist kein Kinderspiel (Forty Winks)
- 1928: Die Masken des Erwin Reiner (The Masks of the Devil)